# Бен Салах, Ахмед
Ахмед Бен Салах (араб. أحمد بن صالح‎, фр. Ahmed Ben Salah; 13 января 1926 — 16 сентября 2020) — тунисский профсоюзный и политический деятель. Его влияние достигло пика между 1957 и 1969 годами, когда он смог реализовать свои идеи плановой экономики, занимая одновременно несколько ключевых министерских постов и став фактически вторым лицом в государстве после президента Хабиба Бургибы.

## Биография

### Ранние годы
Родился в Мокнине — городке среднего размера в прибрежном регионе Сахеля (расположенном между Монастиром на севере и Махдией на юге), ставшим известным центром антиколониального движения. Закончив престижный коллеж Садыкийа в городе Тунис, продолжил обучение во Франции (в том числе в Сорбонне) в 1940-х годах.
Присоединившись к национально-освободительному движению, возглавил молодёжное крыло Дустуровской (Дестурской) партии (jeunesse scolaire destourienne). В 1947 году, ещё находясь во Франции, работал над обеспечением связи между националистическим движением «Новый Дустур» в Тунисе, его изгнанным лидером Хабибом Бургибой в Каире и бывшим тунисским правителем Монси-беем, прожившим свои последние годы под наблюдением в городе По на юго-западе Франции.

### Во главе профсоюзов Туниса
В 1948 году Бен Салах вернулся в Тунис и, работая школьным учителем, начал восхождение по профсоюзной лестнице, вступив во Всеобщий тунисский союз труда (ВТСТ, Всеобщее тунисское объединение труда; Union Générale Tunisienne du Travail / UGTT).
ВТСТ входила в состав Всемирной федерации профсоюзов, которая к концу 1940-х в условиях «Холодной войны» теряла свои секции из-за своей прокоммунистической ориентации. В 1951 году тунисское профобъединение перешло в недавно созданную Международной конфедерацию свободных профсоюзов, бывшей более прозападной по своей ориентации. Членство ВТСТ в МКСП открыло для Бен Салаха, отправленного в 1951 году представлять тунисские профсоюзы в секретариате МКСП в Брюсселе, перспективу более широкой и влиятельной аудитории для амбиций тунисских националистов.
Международная роль, которую Бен Салах приобрёл посредством МКСП, повысила его авторитет в Тунисе, и на VI съезде ВТСТ в июле 1954 года он был избран голосами 1278 делегатов из 1599 генеральным секретарём профобъединения, понёсшего тяжёлую утрату в результате убийства Фархата Хашеда 5 декабря 1952 года, примерно за восемнадцать месяцев до встречи в Карфагене 31 июля 1954 года, на которой французские власти в лице Мендес-Франеса признали право Туниса на внутреннюю автономию.
В 1956 году Бен Салах, не сдерживавшийся в своей критике зарождающейся политической элиты Туниса, сосредоточенной в «Новом Дустуре», который он обвинял в обслуживании интересов крупной буржуазии, был подвергнут давлению со стороны Хабиба Бургибы, избранного председателем Учредительного собрания 8 апреля. Бургиба объявил «недопустимыми» эгалитарные претензии угнетённых, угрожающие имущим.
Влиятельные круги были обеспокоены, что контролем Бена Салаха над профсоюзами, что могло привести к созданию самостоятельной социалистической партии вне новодустурского консенсуса, и усилили вмешательство в ВТСТ с целью устранения Бен Салаха. Ситуация достигла апогея осенью 1956 года, когда организованная Бургибой оппозиция внутри ВТСТ при поддержке нескольких региональных профсоюзов создала конкурирующий орган — Тунисский профсоюз рабочих во главе с предводителем докеров Хабибом Ашуром, в 1954 году проигравшим борьбу за руководство ВТСТ Бен Салаху. Однако новый профсоюз оказался втрое меньше ВТСТ, и «новодустурцы» продолжали склонять членов ВТСТ к смене руководства. В декабре 1956 года Бургиба и его посредники добились от большинства членов Административной комиссии ВТСТ отставки с поста генерального секретаря Бен Салаха, пребывавшего в заграничной командировке. Его сменил Ахмед Тлили, товарищ Хабиба Ашура.

### Министр: «Социалистический эксперимент»
Отстранённый от должности в профсоюзе Бен Салах вместе с тем получил ряд постов в правительстве, начиная с министра общественного здравоохранения (29 июля 1957 года), которому вскоре была передана и социальная защита (6 мая 1958 года). Оба этих министерства он возглавлял до 3 января 1961 года.
В 1960 году, когда иностранные инвестиции истощились, а капитал покидал страну, Хабиб Бургиба почувствовал снижение энтузиазма народа к своему режиму, завоевавшему для Туниса независимость. Президент начал заявлять о своей поддержке плановой экономики, а затем и социализма; правящая сила в 1964 году была переучреждена как Социалистическая дустуровская партия. После чехарды министерских назначений в 1961 году Ахмед Бен Салах возглавил три министерства: планирования (3 января), финансов (30 января), экономики (12 ноября). Он сохранял свои должности до сентября 1969 года.
Таким образом кооптировавшись в «дустуровский» политический истеблишмент, Бен Салах смог заняться реализацией своего «социалистического эксперимента», предполагавшего сосуществование в экономике трёх секторов — государственного, кооперативного и частного. Он вернулся к основным принципам экономического доклада, который он представил шестому съезду ВТСТ ещё в 1956 году. Председательствуя в Национальном плановом совете, подготовил «десятилетний план» на 1962—1971 годы, который был объединён с более краткосрочным планом с целью создания необходимых структур. Десятилетний план с преамбулой, подтверждающей тунисский выбор социализма, был призван «деколонизировать национальную экономику» путём интеграции колониального сектора и «тунисизации» остаточных «иностранных анклавов» в экономике.
В целях содействия самодостаточности Туниса план ограничил иностранные инвестиции до уровня ниже 50 % от общего объёма. Стратегия Бен Салаха расширилась вместе с его министерской компетенцией, которая включала также расширенный контроль над важной сельскохозяйственной отраслью и (с 1967 года) министерство образования. Именно в сельском хозяйстве он внедрил некоторые из своих наиболее далеко идущих реформ — в частности, с созданием в 1962 году аграрно-производственных кооперативов.
Однако, это были быстрые изменения в сельском хозяйстве и его интенсивная механизация, которые усугубили положение крестьян вне системы и тех, у кого нет земли, в то время как даже внутри кооперативных структур возникло недовольство, что привело к чрезмерной склеротической бюрократии, подорвало эффективность и даже привело к выплата заработной платы. Народное недовольство начало выходить за рамки аграрного сектора, и развернулся десятилетний план.

### Падение и преследование
К 1968 году был затронут весь коммерческий сектор, а в январе 1969 года вспыхнуло уличное насилие — бунты в Уарданине, где дюжина демонстрантов погибла в столкновениях с силами правопорядка. В придачу к недовольству буржуазных слоёв, Бен Салах в итоге потерял поддержку бедных крестьян, на которых ранее опирался.
Систему, основанную на кооперативах, признали потерпевшей неудачу, за чем последовало падение Бена Салаха было быстрым. 3 августа 1969 года его уволили, в следующем месяце он был официально лишён министерских постов и исключён из правящей партии, лишившись также места в парламенте. 22 сентября 1969 года президент объявил об окончании «социалистического опыта» заканчивается («la fin de l’expérience socialiste»). Его обвинили в том, что он злоупотребил доверием президента и пользовался плохим состоянием его здоровья (на деле, президент Бургиба оставался в должности ещё около двадцати лет, до 1987 года, и умер только в 2000 году).
25 мая 1970 года он предстал перед Верховным судом. Обвинения в его адрес включали «государственную измену, недоверие к главе государства, финансовые и административные нарушения, фальсификацию статистики и политические манёвры с целью захвата власти». Бен Салах был приговорён к десяти годам каторжных работ.

### Изгнание и возвращение
Бен Салах сумел бежать из своей тюрьмы в Тунисе 4 февраля 1973 года в Алжир, где ему было предоставлено политическое убежище, но жил главным образом в Европе. Он оставался политически активен и основал левую партию «Движение народного единства» (Mouvement de l’unité populaire), объединявшую главным образом таких же политэмигрантов из числа тунисской интеллигенции, как и сам Бен Салах. В 1991 году партия объявила о самороспуске.
В мае 1988 года, через год после смены режима, приведшего к власти в Тунисе нового президента, Бен Салах получил помилование и смог вернулся в Тунис после пятнадцатилетнего изгнания. 21 августа 1989 года он подал заявку на регистрацию Партии народного единства, но это заявление было проигнорировано. В сентябре 1990 года он вновь был вынужден отправиться в изгнание, окончательно вернувшись на родину только в сентябре 2000 года.
12 февраля 2011 года, после революции, приведшей уже к смене режима, было подано обновлённое заявление о регистрации «Партии народного единства», и 8 марта 2011 года партия, генеральным секретарём которой является Бен Салах, была наконец уполномочена легально заниматься политической деятельностью. Бен Салах стал президентом партии 13 мая 2012 года.

## Сочинения
- Témoignage d’Ahmed Ben Salah sur son parcours national et international, Zaghouan, Fondation Temimi pour la recherche scientifique et l’information, 2002, 176 p.
- Pour rétablir la vérité : réformes et développement en Tunisie, 1961—1969, Tunis, Cérès, 2008, 250 p. (ISBN 978-9973-19-726-9)